# Агат (випробовування)
Агат був кодовою назвою першого французького ядерного підземного випробування. Він був проведений Об’єднаним командуванням спеціального озброєння 7 листопада 1961 року в Центрі 
військових експериментів Oasis поблизу Ін Еккер, Французький Алжир, у Тан Афеллі в горах Хоггар під час Алжирської війни.
Він названий на честь агату , породи, яка використовується в ювелірних виробах.

## Історія
Агат був першим випробуванням у серії випробувань "дорогоцінних каменів", що проводились з 1961 по 1966 роках
Під час цих експериментів відбувалися незначні та серйозні інциденти, найважливішим був інцидент з Берілом 1 травня 1962 року, де дев'ять військових підрозділу 621ème Groupe d'Armes Spéciales були сильно забруднені (600 мЗв).
Міністр оборони Франції П’єр Мессмер та інші офіційні особи та цивільні особи були присутні на командному пункті й також були забруднені (близько 200 мЗв).